# 362P/(457175) 2008 GO98
362P/(457175) 2008 GO98 è un oggetto celeste dalla duplice natura, asteroidale e cometaria, una caratteristica condivisa solo con una manciata di altri corpi.
Scoperto l'8 aprile 2008 da Spacewatch  nel corso del suo programma di ricerca di NEO, al momento della sua scoperta e durante i successivi anni fu ritenuto un asteroide. La sua orbita e certe sue caratteristiche attirarono l'attenzione di alcuni astronomi che lo ritennero una possibile cometa : previsione rivelatasi esatta in quanto il 3 luglio 2017 l'Osservatorio Steward nell'ambito del programma Mount Lemmon Survey scopriva che l'oggetto presentava una chioma e una coda, elementi tipici di una cometa .
L'oggetto presenta un'orbita tipica degli asteroidi della famiglia Hilda e poiché mostra anche un'attività cometaria fa parte anche della famiglia di comete quasi-Hilda, un sottogruppo della grande famiglia delle comete gioviane.